# 1994 في السعودية
تحتوي هذه المقالة على أهم الأحداث التي شهدتها السعودية في 1994، والذي يوافق 18 رجب 1414 حتى 28 رجب 1415هجري , إضافة إلى أهم الشخصيات السعودية التي وُلدت أو تُوفيت في هذه السنة.

## السياسة

### الحكم
الملك: فهد بن عبد العزيز آل سعود

## أحداث
- المنتخب السعودي لكرة القدم يلعب لأول مرة في تاريخه نهائيات كأس العالم في أمريكا ويصل إلى الدور 16 .
- تجريد المنشق السعودي أسامة بن لادن من جنسيته السعودية.

### يناير
- 1 صدور الجميلة
- 21: انضمام المملكة العربية السعودية إلى اتفاقية الاعتراف وتنفيذ أحكام المحكمين الصادرة على اقليم دولة متعاقدة لدى الأمم المتحدة . [1]
- 28: الديوان الملكي يدعو إلى إقامة صلاة الاستسقاء في جميع أنحاء المملكة نظرا لتأخر هطول الأمطار . [2]

### فبراير
- 11: تفويض السفير السعودي في موسكو بإقامة علاقات دبلوماسية مع دولة جورجيا . [3]
- 11: إقامة حفل سباق الخيل على كأس سمو ولي العهد الأمير عبدالله بن عبدالعزيز آل سعود بمضمار سباق الخيل بالملز , الرياض .[3]
- 11: الأمير سلطان بن عبدالعزيز آل سعود النائب الثاني لرئيس مجلس الوزراء ووزير الدفاع والطيران والمفتش العام يعقد احتماع الدورة السابعة عشرة للجنة الاختيار لجائزة الملك فيصل العالمية لخدمة الإسلام وذلك بمقر مؤسسة الملك فيصل الخيرية بالرياض . [3]
- 18: الموافقة على مشروع اتفاق تعاوني بين المملكة العربية السعودية و الصين في المجالات الشبابية والرياضية . [4]
- 18: الملك فهد بن عبدالعزيز يأمر بإهداء 122 ألف نسخة من المصحف الشريف من اصدار مجمع الملك فهد لطباعة المصحف الشريف بالمدينة المنورة إلى عدد من المساجد والمراكز والجمعيات والهيئات الاسلامية في العالم . [4]
- 25: كما جرت العادة السنوية في شهر رمضان المبارك , وزارة الداخلية السعودية تعلن الافراج عن السجناء ذوي القضايا الصغيرة والمحكوم عليهم بغرامات صغيرة حيث بلغ عددهم 3117 سجينا منهم 1101 أجنبيا . [5]

### أبريل
- 1: إقامة مهرجان الجنادرية التاسع للتراث والثقافة في مدينة الرياض وبحضور ولي العهد الأمير عبدالله بن عبدالعزيز آل سعود .

- 29: إقامة الحفل السنوي الكبير في نادي الفروسية على كأس خادم الحرمين الشريفين بميدان سباق الخيل بالملز , كما قام الملك فهد بن عبدالعزيز بتسليم الكأس لصاحب الجواد الفائز . [6]

### مايو
- 13: الملك فهد بن عبدالعزيز يأمر مجموعة من طائرات القوات الجوية الملكية السعودية المساعدة في عملية نقل قوة الشرطة الفلسطينية إلى العريش في جمهورية مصر حيث ستتولى مهامها في كل من قطاع غزة و منطقة أريحا بالضفة الغربية . [7]

- 23: حادثة منى 1994

### يوليو
- 8: بعث خادم الحرمين الشريفين الملك فهد بن عبدالعزيز آل سعود رقية تهنئة لعرفات ومنظمة التحرير الفلسطينية بمناسبة عودتهم لفلسطين . [8]
- 22: انعقاد الاجتماع العاشر لمجلس إدارة الهيئة الوطنية لحماية الحياة الفطرية في مدينة جدة . [9]

### أكتوبر
- 7: الملك فهد بن عبدالعزيز آل سعود يوافق على إنشاء المجلس الأعلى للشؤون الإسلامية برئاسة الأمير سلطان بن عبدالعزيز آل سعود . [10]
- 7 : افتتاح مسجد بدر الدين والذي تبرع الملك فهد بن عبدالعزيز بمبلغ 21 مليون فرنك فرنسي لبناءه بعد أن كان قد تبقى قرابة شهرين على سحب رخصة المسجد التي زادت مدتها عن 15 سنه لعدم وجود الأموال الكافية لبنائه . [10]
- 14: صدرت موافقة الملك فهد بن عبدالعزيز آل سعود على إنشاء مجلس الدعوة والإرشاد برئاسة وزير الشؤون الإسلامية والأوقاف والدعوة والإرشاد . [11]
- 21: افتتاح مبنى خطوط الطيران السعودية الجديد بالخالدية بمدينة جدة . [12]

## مواليد

### يناير
- 5: عبد العزيز الشريد لاعب كرة قدم سعودي.
- 6: بدر بندر الشمري لاعب كرة قدم سعودي.
- 11:
  - أحمد النفيلي لاعب كرة قدم سعودي.
  - عبد الرحمن الغامدي لاعب كرة قدم سعودي.
- 30: حاتم بلال لاعب كرة قدم سعودي.

### فبراير
- 18: علي هزازي لاعب كرة قدم سعودي.
- 26: عبد الفتاح عسيري لاعب كرة قدم سعودي.
- 28: مفتاح آل حمسل لاعب كرة قدم سعودي.

### مارس
- 1: فهد غازي لاعب كرة قدم سعودي.
- 11: عبد العزيز البيشي لاعب كرة قدم سعودي.
- 16: صالح العمراني لاعب كرة قدم سعودي.
- 20: عبد الله عواجي لاعب كرة قدم سعودي.

### أبريل
- 21:
  - حسن العمري لاعب كرة قدم سعودي
  - بدر الشعيبي مغني سعودي

### مايو
- 5:
  - عبد العزيز القصير لاعب كرة قدم سعودي.
  - عبدالله السلمان لاعب كرة قدم سعودي.
- 6:
  - رائد الغامدي لاعب كرة قدم سعودي.
  - سلطان الغنام لاعب كرة قدم سعودي.
- 8: أحمد شراحيلي لاعب كرة قدم سعودي.
- 10: فهد المنيف لاعب كرة قدم سعودي.
- 13: معتز تمبكتي لاعب كرة قدم سعودي.
- 15:
  - عبد الرحمن الريو لاعب كرة قدم سعودي.
  - عبد المجيد الصليهم لاعب كرة قدم سعودي.
- 19: أحمد التركي لاعب كرة قدم سعودي.

### يونيو
- 4: سعيد الربيعي لاعب كرة قدم سعودي.
- 14: عبد المحسن فلاته لاعب كرة قدم سعودي.
- 15: عبد الله الفهد لاعب كرة قدم سعودي.

### يوليو
- 12: إبراهيم الطلحي لاعب كرة قدم سعودي.
- 15: أحمد الغامدي لاعب كرة قدم سعودي.
- 18: عبد الإله بخاري لاعب كرة قدم سعودي.
- 24: ريان الموسى لاعب كرة قدم سعودي.

### أغسطس
- 1: صالح العرفج لاعب كرة قدم سعودي.
- 8: محمد الكويكبي لاعب كرة قدم سعودي.
- 12: محمد الحارثي لاعب كرة قدم سعودي.
- 21: علي العامري لاعب كرة قدم سعودي.
- 25: مد الله العليان لاعب كرة قدم سعودي.

### سبتمبر
- 14: فهد المولد لاعب كرة قدم
- 22: محمد كنو لاعب كرة قدم سعودي.

### أكتوبر
- 6
  - أحمد الرحيلي لاعب كرة قدم سعودي.
  - محمد المطوع لاعب كرة قدم سعودي.
- 11: عبد الإله المالكي لاعب كرة قدم سعودي.
- 14: محمد العمران لاعب كرة قدم سعودي.
- 17:
  - زياد الصحفي لاعب كرة قدم سعودي.
  - سلطان مندش لاعب كرة قدم سعودي.
- 22: محمد عواجي لاعب كرة قدم سعودي.
- 27: عبد الهادي الحراجين لاعب كرة قدم سعودي.

### نوفمبر
- 5: عقيل زيلع لاعب كرة قدم سعودي.
- 9: عبد الله خطاب لاعب كرة قدم سعودي.
- 21: إبراهيم الشعيل لاعب كرة قدم سعودي.

### ديسمبر
- 19: وليد حزام العنزي لاعب كرة قدم سعودي.
- 22: منصور النجار لاعب كرة قدم سعودي.
- 27: أيمن فتيني لاعب كرة قدم سعودي.

## وفيات

### فبراير
- 4: عبدالله بن محمد بن سعود الكبير [13]

- 25: حمود بن عبد العزيز آل سعود (مواليد 1947)